# Peter Fenwick
Peter Brooke Cadogan Fenwick (25 de mayo de 1935) es un neuropsiquiatra y neurofisiólogo que es conocido por sus estudios sobre la epilepsia y las experiencias cercanas a la muerte. Es reconocido como una autoridad de prestigio en el estudio de la relación mente-cerebro.

## Educación
Fenwick se graduó en el Trinity College de Cambridge, donde estudió Ciencias Naturales. Obtuvo su experiencia clínica en el "St Thomas' Hospital".

## Actividad como profesional
Fenwick es profesor en el King 's College de Londres, donde trabaja como consultor en el Instituto de Psiquiatría. Es neuropsicólogo consultor, en los hospitales Maudsley y John Radcliffe, y también ofrece servicios en el hospital Broadmoor. Trabaja en la unidad de salud mental de la Universidad de Southampton y mantiene visitas profesionales en el Instituto Riken de Neurociencias en Japón.
Fenwick es el presidente de la "Horizon Research Foundation", una organización que apoya la investigación sobre las experiencias de casi muerte.
Fenwick ha formado parte del consejo editorial de varias revistas, incluyendo el "Journal of Neurology, Neurosurgery and Psychiatry", el "Journal of Consciousness Studies" y el "Journal of Epilepsy and Behaviour".

## Obras
- The Art of Dying con Elizabeth Fenwick (Continuum, 2008)[11]
- Past Lives: An Investigation into Reincarnation Memories con Elizabeth Fenwick (Berkley, 2001)
- The Hidden Door: Understanding and Controlling Dreams con Elizabeth Fenwick (Berkley Publishing Group, 1999)
- The Truth in the Light: An Investigation of Over 300 Near-Death Experiences con Elizabeth Fenwick (Berkley Trade, 1997)
- Living with Epilepsy con Elizabeth Fenwick (Bloomsbury, 1996)